# Касан-Сайское водохранилище
Касан-Сайское водохранилище (кирг. Касан-Сай суу сактагычы) — водохранилище в Джалал-Абадской области Кыргызстана. Расположено на реке Касансай, правом притоке Сырдарьи.

## Название
По имеющимся сведениям, водохранилище до 1958 года называлось Орта-Токайским.

## История создания
Строительство водохранилища началось в 1941 году согласно постановлению Совета народных комиссаров Киргизской ССР № 804 от 22 августа 1941 года. В соответствии с этим документом все работы вела Узбекская ССР, а земли (660 гектаров) под будущий водоём, первоначально получивший имя Орта-Токайское водохранилище, отводились за счёт колхозов на территории Ала-Букинского района, которые взамен получили землю Чустского района Наманганской области Узбекистана. Это постановление республиканского правительства затем было утверждено СНК СССР.

## Конфликт принадлежности
Согласно делу об отводе земель Касан-Сайскому водохранилищу, составленному институтом «Киргизгипрозем» Министерства сельского хозяйства КирССР, «в административном плане Касан-Сайское (до 1958 года именовалось Орта-Токайское) водохранилище входит в Чустский район Наманганской области Узбекской ССР и подчинено Наманганскому областному управлению оросительных систем».
После распада СССР разгорелся конфликт между Узбекистаном и Кыргызстаном о принадлежности водохранилища. Существует мнение, что споры о водохранилище могут быть инструментом в политической борьбе двух стран.
В марте 2016 года Узбекистан попросил киргизскую сторону пропустить узбекских специалистов для ремонтных работ на территории водохранилища. Киргизская сторона отказала в этом, объяснив, что такие работы должны проводить киргизские власти. После этого 18 марта 2016 года два узбекских БТР и два грузовика с солдатами прибыли к границе. В ответ к границе были подтянуты два киргизских БТР с солдатами. Кыргызстан направил ноту протеста властям Узбекистана с просьбой объяснить ситуацию, на что Узбекистан заявил, что войска были направлены к границе из-за празднования Новруза. В конце концов, 21 марта была достигнута договорённость о сокращении численности военных на границе с 20 до 8 человек, но БТР при этом остались у границы.
Согласно узбекским СМИ, 13 августа 2016 года на посту «Дамба-5» на узбекско-кыргызской границе четверо вооруженных спецназовцев Кыргызстана угрожали сотрудникам ОВД Касансайского района Наманганской области Узбекистана, охраняющим Касан-Сайское водохранилище и киргизским спецназовцам удалось захватить и увести на свою территорию одного сотрудника узбекской милиции. Однако киргизская сторона опровергла информацию о данном инциденте.
Затем появилось сообщение, что в ночь на 18 августа 2016 года около Касан-Сайского водохранилища на узбекско-киргизской границе произошла перестрелка. Однако вице-премьер-министр Кыргызстана Жениш Раззаков опроверг это. По его словам, вечером 17 августа к киргизскому пограничному посту со стороны Узбекистана приблизились неизвестные лица. Пограничники произвели предупредительные выстрелы вверх, после которых неизвестные убежали.
Начиная с марта 2016 года киргизская сторона блокировала узбекский анклавный посёлок Урта-Тукай, расположенный вблизи Касан-Сайского водохранилища. В этой связи его жители, являющиеся гражданами Узбекистана, не могут пройти на основную территорию Узбекистана, получить продукты питания и медикаменты. Дети не могут посещать школу. Они вынужденно стали экономить еду, пользуются медикаментами из автомобильных аптечек. Киргизская сторона отказала в просьбе Ташкента организовать в Урта-Тукай гуманитарный коридор. Жители поселка не могут обратиться с жалобой в правозащитные организации из-за того, что не имеют средств связи, а окружившие посёлок киргизские военнослужащие не пропускают туда журналистов.
Орто-Токойское (Касансайское) водохранилище в Ала-Букинском районе Джалал-Абадской области полностью перешло под контроль Кыргызстана. 6 октября в ходе госвизита экс-президента Кыргызстана Алмазбека Атамбаева в Узбекистан между правительствами двух стран подписано соглашение о межгосударственном использовании Орто-Токойского (Касансайского) водохранилища.